# Vòng hải lưu

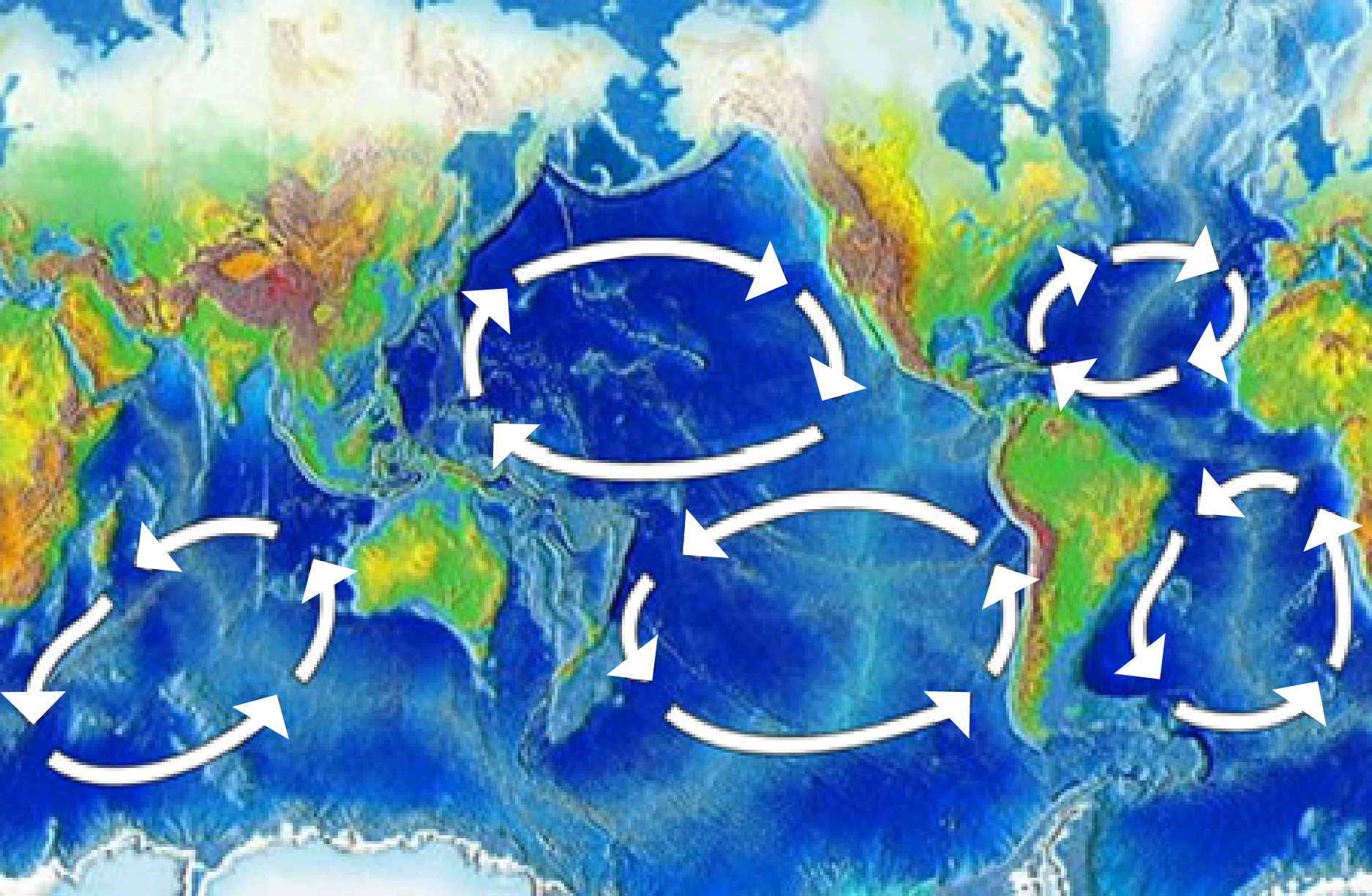
Năm vòng hải lưu lớn của đại dương

Trong hải dương học, vòng hải lưu hay vòng xoáy hải lưu là hệ thống dòng chảy xoay vòng lớn của các dòng hải lưu, đặc biệt là liên quan đến sự di chuyển của gió. Vòng hải lưu được gây ra bởi hiệu ứng Coriolis. Sự tự quay của Trái Đất cùng với ma sát giữa các lớp chất lưu theo phương ngang và phương thẳng đứng tạo nên ứng suất gió cuộn (mô-men xoắn) và hình thành các vòng xoáy hải lưu.
Thuật ngữ vòng xoáy có thể được sử dụng để chỉ bất kỳ loại xoáy nào trong không khí hoặc trên biển, thậm chí là các vòng lưu chuyển nhân tạo, nhưng nó thường được sử dụng trong hải dương học để chỉ các hệ thống lưu thông tuần hoàn lớn của đại dương.

## Các vòng hải lưu lớn
Sau đây là năm vòng hải lưu đáng chú ý nhất:
- Vòng hải lưu Bắc Thái Bình Dương
- Vòng hải lưu Ấn Độ Dương (thường xoáy ngược chiều kim đồng hồ)
- Vòng hải lưu Bắc Đại Tây Dương
- Vòng hải lưu Nam Đại Tây Dương
- Vòng hải lưu Nam Thái Bình Dương

## Vòng hải lưu khác

### Vòng hải lưu nhiệt đới

Tất cả các vòng hải lưu lớn của thế giới

Vòng hải lưu nhiệt đới ít thống nhất và có xu hướng chủ yếu là đông-tây và bắc-nam thì ít.
- Hệ thống đường xích đạo Đại Tây Dương (hai vòng tuần hoàn ngược chiều)
- Hệ thống xích đạo Thái Bình Dương
- Gió mùa Ấn Độ (hai vòng tuần hoàn ngược chiều ở phía bắc Ấn Độ Dương) [3]

### Vòng hải lưu cận nhiệt đới
Trung tâm của một vòng hải lưu cận nhiệt đới là một vùng áp suất cao. Lưu thông xung quanh áp suất cao theo chiều kim đồng hồ ở bán cầu bắc và ngược chiều kim đồng hồ ở bán cầu nam, do hiệu ứng Coriolis. Áp lực cao ở trung tâm là do gió tây ở phía bắc của vòng hải lưu và gió đông ở phía nam. Những điều này gây ra dòng chảy bề mặt ma sát về phía vĩ độ ở trung tâm của vòng hải lưu.
Sự tích tụ nước này ở trung tâm tạo ra dòng chảy về phía xích đạo ở phía trên 1.000 đến 2.000 m (3.300 đến 6.600 ft)     của đại dương, thông qua các động lực khá phức tạp. Dòng chảy này được đưa trở lại cực trong dòng chảy biên giới phía tây tăng cường. Dòng chảy biên giới của Bắc Đại Tây Dương là Dòng hải lưu, Dòng chảy Bắc Thái Bình Dương của dòng sông Kuroshio, của dòng chảy Nam Đại Tây Dương Brazil, của Nam Thái Bình Dương dòng chảy Đông Úc và dòng hải lưu Ấn Độ Dương.

### Vòng hải lưu cực
Vòng hải lưu cực hình thành ở vĩ độ cao (khoảng 60 °). Sự lưu thông của gió bề mặt và nước biển nằm ngược chiều kim đồng hồ ở Bắc bán cầu, xung quanh một khu vực áp suất thấp, chẳng hạn như Aleutian Low và Low Iceland. Dòng chảy bề mặt thường di chuyển ra ngoài từ trung tâm của hệ thống. Hệ thống dòng chảy này vận chuyển Ekman, tạo ra hiện tượng nước trồi giàu dinh dưỡng từ vùng sâu thấp hơn.
Tuần hoàn dưới cực ở bán cầu nam bị chi phối bởi dòng chảy hải lưu vòng Nam cực, do thiếu các vùng đất rộng lớn phá vỡ Nam Đại Dương. Có những vòng hải luu nhỏ ở biển Weddell và biển Ross, Weddell Gyre và Ross Gyre, lưu thông theo chiều kim đồng hồ.

## Khí hậu thay đổi

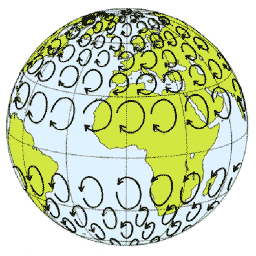
Hiệu ứng Coriolis

Gần đây, những cơn gió mạnh hơn, đặc biệt là gió cận nhiệt đới ở đại dương Thái Bình Dương đã cung cấp một cơ chế phân phối nhiệt theo chiều dọc. Các tác động là những thay đổi trong dòng hải lưu, làm tăng sự đảo lộn cận nhiệt đới, cũng liên quan đến hiện tượng El Niño và La Niña. Tùy thuộc vào sự biến thiên tự nhiên, trong những năm La Niña, nhiệt lượng cao hơn khoảng 30% từ tầng đại dương được truyền vào đại dương sâu hơn. Một số nghiên cứu trong những năm gần đây, tìm thấy một multidecadal tăng trong OHC của những vùng biển sâu và trên và thuộc tính sự hấp thu nhiệt do tác động của con người làm nóng lên.

## Sự ô nhiễm
Vòng hải lưu đại dương được biết đến là để thu thập các chất gây ô nhiễm. Các đảo rác Thái Bình Dương ở trung tâm Bắc Thái Bình Dương là một vòng hải lưu của các hạt  mảnh vỡ biển và thùng rác nằm giữa Hawaii và California, và mở rộng trên một diện tích không xác định của phạm vi khác nhau tùy thuộc vào mức độ của nhựa tập trung sử dụng để xác định nó. Ước tính 80.000 tấn nhựa nằm trong khu vực này, tổng cộng 1,8 nghìn tỷ mảnh. 92% khối lượng  đến từ các vật thể lớn hơn 0,5 cm.
Một khu vực tương tự của các mảnh vụn nhựa trôi nổi được tìm thấy ở Đại Tây Dương, được gọi là bản vá rác Bắc Đại Tây Dương. Bản vá được ước tính có kích thước hàng trăm km, với mật độ hơn 200.000 mảnh vụn trên mỗi km vuông.